# Matsumoto-borgen
Matsumoto-borgen (松本城 Matsumoto-jou) er en borg, der ligger i byen Matsumoto i Nagano-præfekturet i Japan. Bygningen kaldes også for Karasu-jou ("Krage-borgen") på grund af dens sorte facade. Den var en del af huset Matsumoto, en japansk adelsslægt fra Edo-perioden.
Borgen kan dateres tilbage til 1504, mens det markante forsvarstårn stod færdigt i slutningen af det 16. århundrede. Tårnet har bevaret sin originale, sorte træfacade og stensætning, og borgen er udnævnt som nationalmonument i Japan. Matsumoto-borgen regnes for sammen med Himeji- og Kumamoto-borgen at være de tre vigtigste borge i Japan.
Matsumoto-borgen er en såkaldt fladlandsborg, idet den ikke er opført på en bakketop eller mellem to floder, men ligger i et relativt fladt landskab. I stedet blev det forsvaret med et udbredt system af forbundne mure, voldgrave og porte. Borgen var i brug fra opførelsen til 1868, hvor shogunatet brød sammen med Meiji-restaurationen.
Kort efter stod det for at skulle anvendes til helt andre formål, hvorved forsvarstårnet i så fald skulle rives ned, men dette blev forhindret, og lokale kræfter sørgede for, at bygningerne blev restaureret 1903-1913, hvilket skete på ny i perioden 1950-1955, og der er foretaget mere afgrænsede restaureringer siden. Nu er borgen et velbesøgt turistmål.
I 2011 blev borgen skadet i forbindelse med et jordskælv af styrken 5,4, der blandt andet gav skader i fundamentet på forsvarstårnet.